# روکشتدت
روکشتدت (به آلمانی: Rockstedt) یک شهر در آلمان است که در تورینگن واقع شده‌است. روکشتدت ۲۶۷ نفر جمعیت دارد.